# Grand Prix Campagnolo
Le Grand Prix Campagnolo (en espagnol : Gran Premio Campagnolo) est une course cycliste disputée au mois de novembre ou décembre à Buenos Aires, en Argentine. Elle a été créée en 1996.

## Palmarès

### Élites Hommes
| Année | Vainqueur            | Deuxième                | Troisième          |
| ----- | -------------------- | ----------------------- | ------------------ |
| 1994  | Flavio Guidoni       |                         |                    |
| 1995  | Luis Moyano          |                         |                    |
| 1996  | Alfredo Palavecino   |                         |                    |
| 1997  | Flavio Guidoni       |                         |                    |
| 1998  | Ángel Darío Colla    |                         |                    |
| 1999  | Guillermo Bongiorno  |                         |                    |
| 2000  | Ángel Darío Colla    |                         |                    |
| 2001  | Ángel Darío Colla    |                         |                    |
| 2002  | Luiz Lorenz          | Gastón Corsaro          | Leonardo Carosio   |
| 2003  | Luiz Lorenz          | Alejandro González (en) | Nicolás Urrutia    |
| 2004  | Claudio Flores       | Sebastián Donadío       | Marcos Ferrari     |
| 2005  | Héctor Aguilar       | Walter Pérez            | Roberto Prezioso   |
| 2006  | Ángel Darío Colla    | Alejandro Borrajo       | Sebastián Donadío  |
| 2007  | non disputé          | non disputé             | non disputé        |
| 2008  | Ángel Darío Colla    | Armando Borrajo (de)    | Demis Alemán (de)  |
| 2009  | Juan Telmo Fernández | Ángel Darío Colla       | Diego Torres       |
| 2010  | Sebastián Medina     | Raúl Turano             | Walter Pérez       |
| 2011  | Maximiliano Richeze  | Juan Telmo Fernández    | Walter Pérez       |
| 2012  | Aníbal Borrajo       | Maximiliano Richeze     | Marcos Crespo      |
| 2013  | Sebastián Tolosa     | Julián Gaday            | Francisco Chamorro |
| 2014  | Federico Vivas       | Raúl Turano             | Gastón Corsaro     |
| 2015  | Francisco Chamorro   | Marcos Crespo           | Aníbal Borrajo     |
| 2016  | Federico Vivas       | Diego Langoni           | Sebastián Tolosa   |
| 2017  | Lucas Gaday          | Aníbal Borrajo          | Gastón Corsaro     |
| 2018  | Aníbal Borrajo       | Leandro Messineo        | Sergio Fredes      |
| 2019  | Sebastián Tolosa     | Facundo Bazzi           | Aníbal Borrajo     |

### Femmes
| Année | Vainqueur          | Deuxième           | Troisième         |
| ----- | ------------------ | ------------------ | ----------------- |
| 2010  | Talia Aguirre      | Valeria Pintos     | Carla Álvarez     |
| 2013  | Julia Sánchez      | Erica Peralta      | Carolina Galán    |
| 2015  | Alejandra Prezioso | Daniela Jobse      | Estefanía Pilz    |
| 2016  | Aranza Villalón    | Micaela Barroso    | Anabel Ruiz       |
| 2017  | Alejandra Prezioso | Alejandra Alliegro | Patricia Tarquino |
| 2018  | Mariela Delgado    | Daniela Jobse      | Micaela Barroso   |
| 2019  | Valentina Luna     | Mariela Delgado    | Eliana Tocha      |

### Juniors
| Année | Vainqueur          | Deuxième           | Troisième           |
| ----- | ------------------ | ------------------ | ------------------- |
| 2003  | Mauro Abel Richeze | Lucas Loscalzo     | Lucas Pelliza       |
| 2005  | Luciano Santos     | Carlos Mansilla    | Marcos Flores       |
| 2006  | Daniel Juárez      | Gustavo Borcard    | Adrián Richeze      |
| 2009  | Ariel Sívori       | Ezequiel Linaza    | Franco Martins      |
| 2011  | Gabriel Gutiérrez  | Sebastián Trillini | Lucas Gaday         |
| 2015  | Eduardo Luján      | Marcos Méndez      | Ignacio Semeñuck    |
| 2016  | Iván Ruiz          | Alexis Miranda     | Cristian Villanueva |
| 2017  | Juan Paz           | Franco Santillán   | Renzo Martins       |